# Campagnol de Gerbe
Microtus gerbei
Espèce
Statut de conservation UICN

 LC  : Préoccupation mineure
Le Campagnol de Gerbe ou Campagnol des Pyrénées (Microtus gerbei) est une espèce de rongeurs qui se rencontre en Espagne et en France.

## Sources